# Bernd Dürnberger
Bernd Dürnberger, właśc. Bernhard Dürnberger (ur. 17 września 1953 w Kirchanschöring) – niemiecki piłkarz grający na pozycji pomocnika.

## Kariera klubowa
Dürnberger zaczął grać w piłkę nożną w SV Kirchanschöring, klubie sportowym z jego rodzinnego miasta, a później przeniósł się do ESV Freilassing. Od sezonu 1972/73 występował w Bayernie Monachium. 
16 września 1972 (pierwsza kolejka), dzień przed swoimi 19. urodzinami, zadebiutował w Bundeslidze w wygranym 5:0 wyjazdowym meczu z Rot-Weiß Oberhausen, wchodząc na boisko z ławki za Williego Hoffmanna w 62. minucie. Jego pierwszy gol strzelony 5 października 1972 zapewnił remis 1:1 w wyjazdowym meczu z Wuppertaler SV. Przez pierwsze dwa sezony występował na pozycji napastnika, później występował także w pomocy (1974/75) i obronie (1975/76). 
Przez 13 lat w drużynie Bawarczyków rozegrał 375 meczów w Bundeslidze, strzelił 38 goli. W klubie rozegrał 43 mecze w Pucharze Niemiec, w których strzelił sześć goli. Dodatkowo wystąpił w 78 meczach europejskich pucharów, w których strzelił dziewięć goli. Pięciokrotnie wygrał Mistrzostwo Niemiec w sezonach 1972/73, 1973/74, 1979/80, 1980/81 i 1984/85. Dwukrotnie zdobył Puchar Niemiec w sezonach 1981/82 i 1983/84 oraz dotarł do finału tych rozgrywek w sezonie 1984/85. Dürnberger był częścią zespołu, który trzykrotnie sięgnął po Puchar Europy w latach 1974–1976. Wystąpił także w przegranym z Aston Villą finale Pucharu Europy w sezonie 1981/82. Karierę piłkarską zakończył w 1985.
| Sezon   | Klub             | Kraj | Rozgrywki  | Mecze | Bramki |
| ------- | ---------------- | ---- | ---------- | ----- | ------ |
| 1972/73 | Bayern Monachium | RFN  | Bundesliga | 31    | 3      |
| 1973/74 | Bayern Monachium | RFN  | Bundesliga | 30    | 8      |
| 1974/75 | Bayern Monachium | RFN  | Bundesliga | 31    | 0      |
| 1975/76 | Bayern Monachium | RFN  | Bundesliga | 32    | 5      |
| 1976/77 | Bayern Monachium | RFN  | Bundesliga | 17    | 4      |
| 1977/78 | Bayern Monachium | RFN  | Bundesliga | 27    | 2      |
| 1978/79 | Bayern Monachium | RFN  | Bundesliga | 32    | 5      |
| 1979/80 | Bayern Monachium | RFN  | Bundesliga | 31    | 3      |
| 1980/81 | Bayern Monachium | RFN  | Bundesliga | 33    | 3      |
| 1981/82 | Bayern Monachium | RFN  | Bundesliga | 31    | 0      |
| 1982/83 | Bayern Monachium | RFN  | Bundesliga | 27    | 2      |
| 1983/84 | Bayern Monachium | RFN  | Bundesliga | 33    | 1      |
| 1984/85 | Bayern Monachium | RFN  | Bundesliga | 20    | 2      |

## Kariera reprezentacyjna
Dürnberger rozegrał 15 meczów dla młodzieżowej drużyny DFB w latach 1971-1972 i strzelił osiem bramek. W amatorskiej kadrze narodowej wystąpił 22 maja 1972 w Regensburgu w zremisowanym 2:2 meczu z juniorską reprezentacją Polski. Zagrał także w 5 spotkaniach niemieckiej drużyny narodowej B.
W 1976 został powołany przez trenera Helmuta Schöna do reprezentacji RFN na Mistrzostwa Europy. W drużynie narodowej nie rozegrał żadnego spotkania, a RFN zakończyło turniej na 2. miejscu, po przegranym meczu finałowym z Czechosłowacją.

## Sukcesy
Niemcy
- Mistrzostwa Europy (1): 1976 (2. miejsce)

Bayern Monachium
- Mistrzostwo Niemiec (5): 1972/73, 1973/74, 1979/80, 1980/81, 1984/85
- Puchar Niemiec (2): 1981/82, 1983/84
- Finał Pucharu Niemiec (1): 1984/85
- Puchar Europy (3): 1973/74, 1974/75, 1975/76
- Finał Pucharu Europy (1): 1981/82
- Puchar Interkontynentalny (1): 1976